# Wyścig psich zaprzęgów

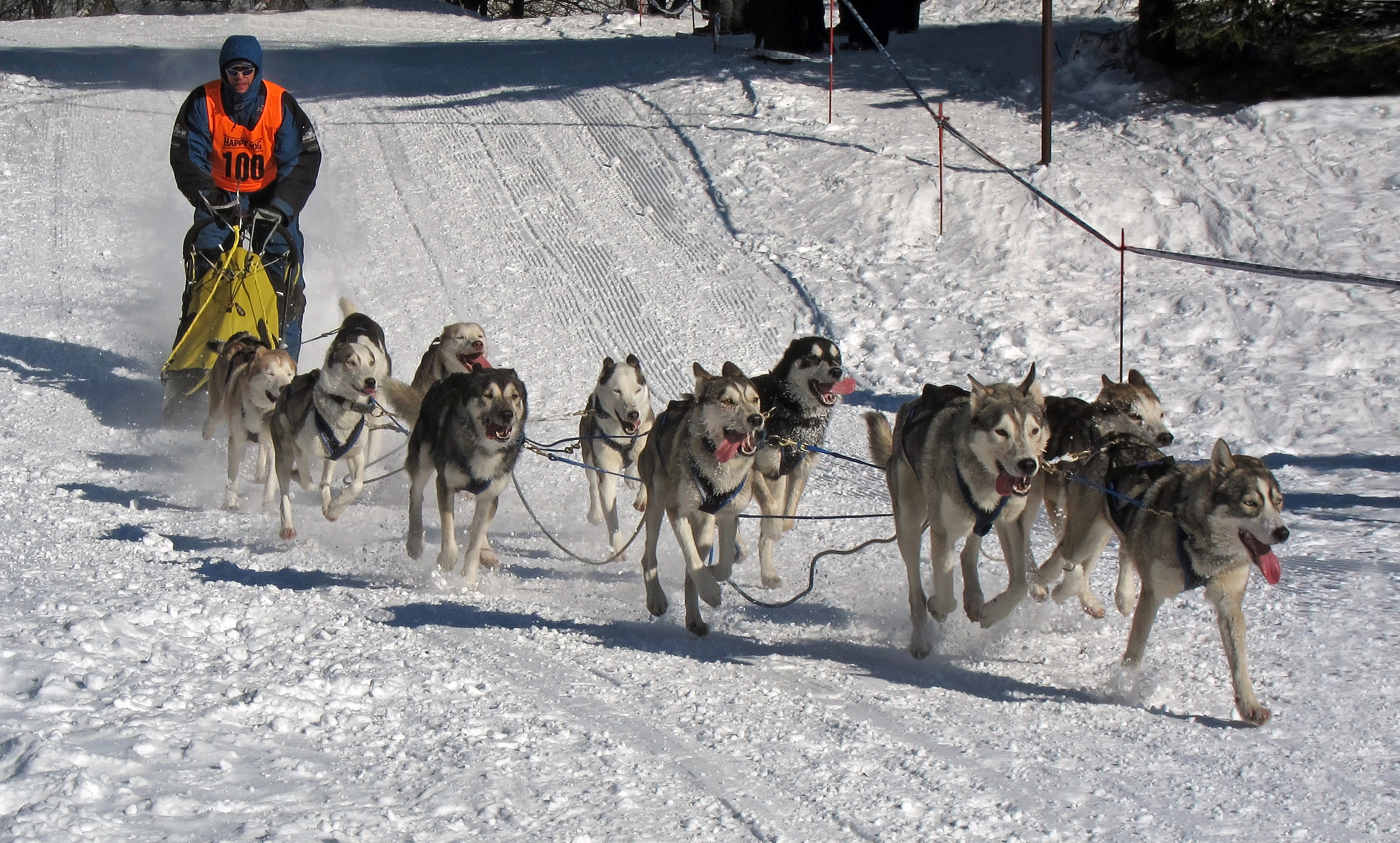
Maszer z jedenastoma syberyjskimi psami husky na Mistrzostwach Niemiec 2012 w wyścigach psów zaprzęgowych we Frauenwald

Wyścigi psich zaprzęgów – dyscyplina sportu, w której zawodnicy (maszerzy) są ciągnięci przez psi zaprzęg.
Pierwsze wyścigi psich zaprzęgów były organizowane w początkach XX wieku w Ameryce Północnej. W II połowie XX wieku wyścigi zdobyły popularność w Europie – głównie w krajach skandynawskich i w krajach mających dostęp do terenów wysokogórskich, takich jak Alpy czy Pireneje.
W Polsce wyścigi są organizowane od początku lat dziewięćdziesiątych. Pierwsze zawody zostały zorganizowane w dniach od 30 listopada do 1 grudnia 1991 roku w Szczypiornie. Organizatorem imprezy był Sportowy Klub Psów Zaprzęgowych Cze-Ne-Ka. Zwycięzcą w klasie S-H został Piotr Czarkowski z psem rasy Siberian Husky Siko Sivudelek, a zwyciężczynią w klasie S-D została Maria Czerwińska z psem Toro rasy alaskan malamute.
W Polsce organizowane są mistrzostwa kraju w różnych kategoriach wiekowych, Puchar Polski, Liga Zaprzęgowa.
Od 2009 roku Waldemar Stawowczyk zdobył 13 tytułów mistrza świata startując w klasach 2 Dogs2, czyli dwa psy północy i 4 Dogs2, czyli cztery psy północy.
W 2011 roku w Norwegii, Igor Tracz zdobył tytuł mistrza świata.
Do najważniejszych i najpopularniejszych wyścigów należy zaliczyć:
- Iditarod
- Yukon Quest
- La Pirena
- Alpentrail
- Femundslopet
- Finnmarkslopet
- Klondike Sled Dog Race
- Kuskokwim 300
- Copper Basin 300
- La Grande Odyssée
- CAN-AM Crown Int’l Race
- Nordic Open

Wyścigi rozgrywane w Polsce:
- W Krainie Wilka Kager Cup
- Śladem niedźwiedzia
- Na Tropie Żubra
- Border Rush! – Husqvarna Tour